# Apfelstädt
L'Apfelstädt est une rivière allemande de Thuringe appartenant au bassin de l'Elbe et qui s'écoule dans l'arrondissement de Gotha.

## Géographie
Elle naît dans la forêt de Thuringe près de la ville de Tambach-Dietharz. S'écoulant dans le sens sud-ouest/nord-est, elle traverse Georgenthal, Drei Gleichen avant de se jeter dans la Gera à Molsdorf, un village appartenant à la ville d'Erfurt. La Gera est un sous-affluent de la Saale par l'Unstrut  et appartient au bassin de l'Elbe.
L'Apfelstädt reçoit l'Ohra à la sortie de la commune de Hohenkirchen, en entrant dans le bassin de Thuringe.
Communes traversées : Tambach-Dietharz, Georgenthal, Herrenhof, Hohenkirchen, Schwabhausen, Günthersleben-Wechmar, Drei Gleichen, Nesse-Apfelstädt, Molsdorf.

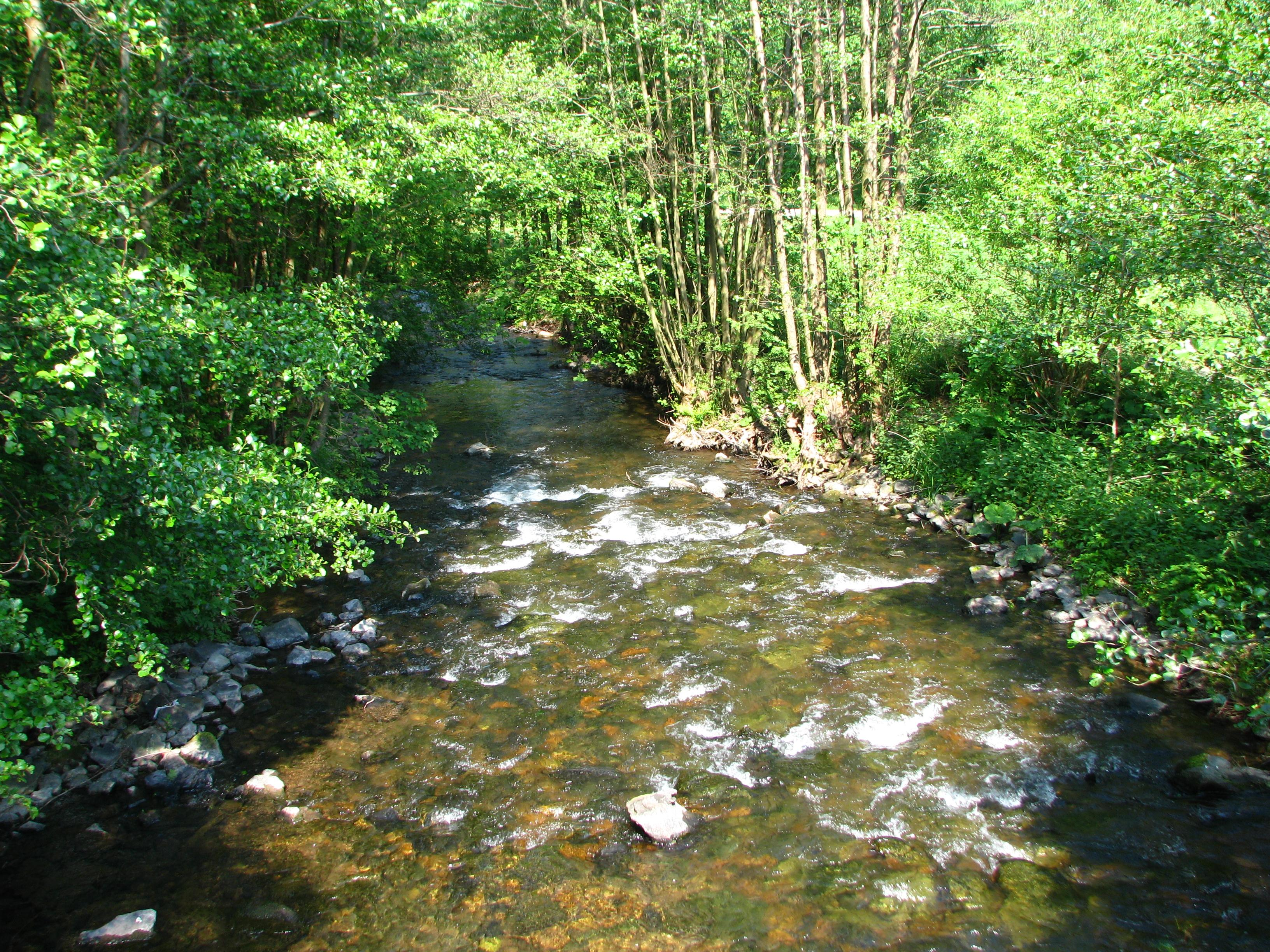
L'Apfelstädt entre Tambach-Dietharz et Georgenthal

## Histoire
Jusqu'au XXe siècle, le courant de l'Apfelstädt a été très utilisé pour faire fonctionner pas moins de 56 moulins. Aujourd'hui, trois fonctionnent encore et trois autres sont transformés en musées.
En 1653, on construisit à partir de Georgenthal les canaux de Floßgraben et Kanal pour l'irrigation et la mise en eau d'étangs servant à la pisciculture. Une dérivation se dirige également vers le champ de manœuvres d'Ohrdruf et est utilisée pour les entraînements militaires de la Bundeswehr. Le Floßgraben se jette dans le Leinakanal, qui par la Nesse, l'Hörsel et la Werra communique avec la Weser, ce qui met en communication les bassins des deux fleuves de l'Elbe et de la Weser.
Le comte d'Empire Gustav-Adolf von Gotter, propriétaire du château voisin de Molsdorf, fit jeter en 1751-1752 à Ingersleben, un pont sur l'Apfelstädt, le Marienthalbrücke, qui n'est plus utilisé aujourd'hui mais reste un ouvrage de grand intérêt architectural.

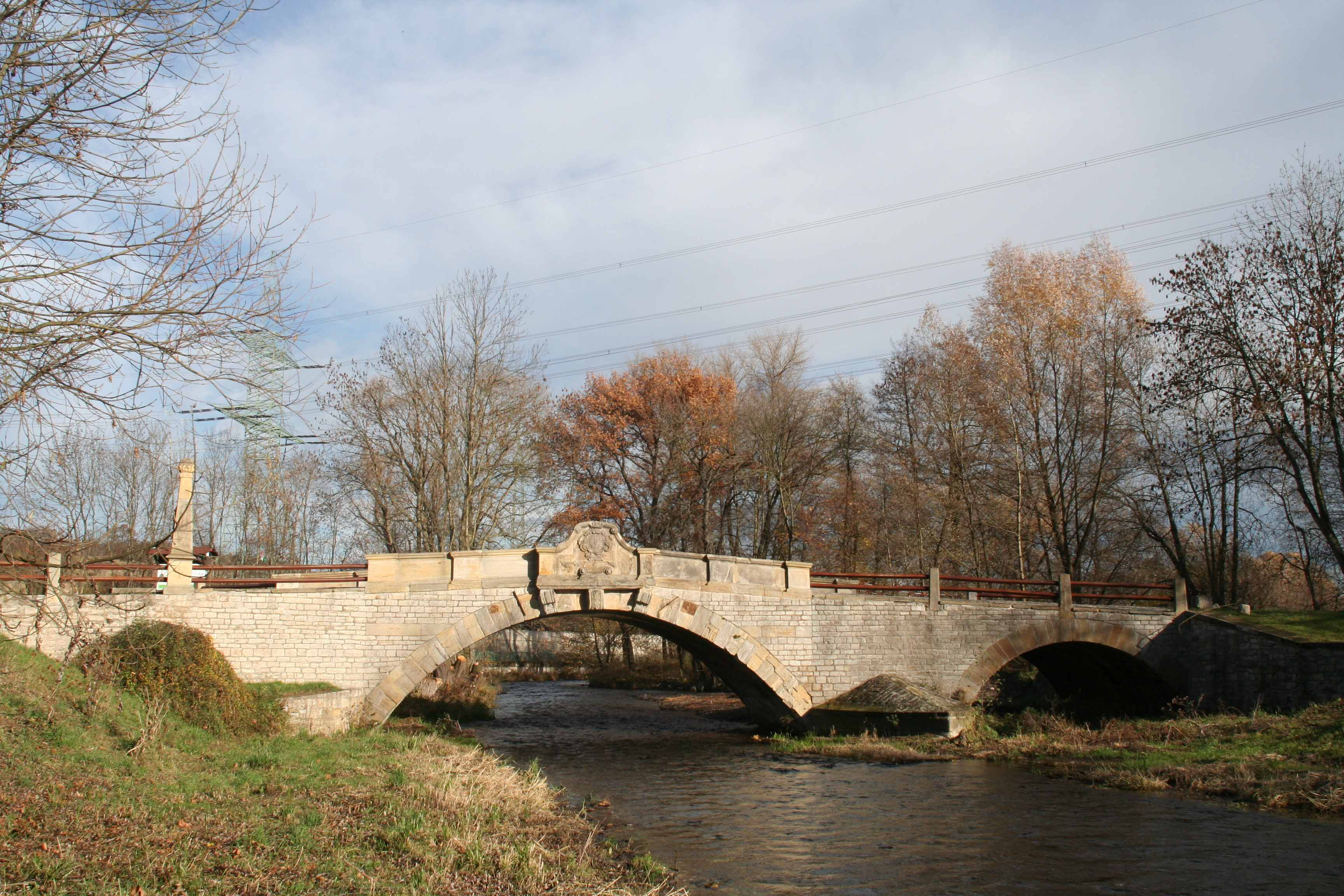
Le Marienthalbrücke

On a ouvert en 2011 un chemin touristique, l'Apfelstädtmühlen, parcourant les rives de la rivière de Schwabhausen jusqu'au confluent avec la Gera et permettant de voir 18 moulins. il est prévu de continuer ce chemin en amont jusqu'à la source de la rivière.